# Joseph Fouché
Joseph Fouché, książę Otranto (ur. 21 maja 1759 w Le Pellerin koło Nantes, zm. 25 grudnia 1820 w Trieście we Włoszech) – francuski polityk, członek Konwentu w okresie rewolucji francuskiej, minister policji podczas panowania Napoleona. Odpowiedzialny za masowe mordy w Lyonie podczas rewolucji (stąd przydomek Kat z Lyonu, fr. Mitrailleur de Lyon).
W okresie rewolucji francuskiej był członkiem Konwentu Narodowego, wybrany z departamentu Loire-Atlantique. Związał się z Robespierre'em i jakobinami. W 1793 roku głosował za skazaniem Ludwika XVI na śmierć. W 1794 roku aresztowany za wystąpienia przeciwko Robespierre'owi, uwolniony w wyniku amnestii. Po upadku dyktatury jakobinów jeden z czołowych polityków w okresie rządów termidorian. Poparł przeprowadzony przez Napoleona zamach stanu i wprowadzenie konsulatu. W latach 1799–1802, 1804–1810 i podczas „stu dni“ był ministrem policji cesarza. Po upadku Napoleona w 1815 roku przeszedł na stronę Ludwika XVIII, został prezydentem rządu tymczasowego, a później ministrem policji. Zdymisjonowany, głównie za sprawą rojalistów, został mianowany ambasadorem w Dreźnie, a następnie oskarżony o królobójstwo i skazany w 1816 r. na dożywotnią banicję.